# Pietro Gasparri
Pietro Gasparri (Capovallazza, 5. svibnja 1852. – Rim, 18. studenog 1934.), kardinal Svete Rimske Crkve i državni tajnik Svete Stolice (1922. – 1930.).